# Hexatoma cinerea
Hexatoma cinerea är en tvåvingeart som först beskrevs av Alexander 1912.  Hexatoma cinerea ingår i släktet Hexatoma och familjen småharkrankar. Inga underarter finns listade i Catalogue of Life.